# Türnitz
Türnitz est un bourg d'environ 2 000 habitants du district (Bezirk) de Lilienfeld en Basse Autriche dans les Alpes de Türnitz.

## Histoire
- Bataille de Türnitz le 9 mai 1809 entre les troupes du Premier Empire et les troupes autrichiennes.